# Zamek w Gołuchowie
Zamek w Gołuchowie – zabytkowy zamek w miejscowości Gołuchów.
Pierwotnie wczesnorenesansowa murowana budowla o charakterze obronnym, kilkukondygnacyjna, na planie prostokąta, z basztami w każdym z narożników, która została wzniesiona w latach 1550–1560 dla Rafała Leszczyńskiego herbu Wieniawa (starosty radziejowskiego i wojewody brzeskokujawskiego), gruntownie przebudowana w drugiej połowie XIX w. przez Izabellę z Czartoryskich Działyńską.

## Historia
Modernizacji zamku, polegającej na dobudowaniu budynku mieszkalnego w pobliżu oryginalnego dworu i połączeniu ich skrzydłami oraz wykonaniu arkadowej loggii w elewacji wejściowej, dokonano na zlecenie Wacława Leszczyńskiego, wojewody kaliskiego i kanclerza wielkiego koronnego (syna Rafała Leszczyńskiego, który odziedziczył zamek w 1592) w latach 1600–1619. Zamek nabrał wówczas charakteru renesansowo-manierystycznej rezydencji magnackiej.
Leszczyńscy w 1695 sprzedali Gołuchów Suszkom. Następnie zamek wielokrotnie zmieniał właścicieli (Górowscy, Chlebowscy, Swinarscy, Suchorzewscy), popadając stopniowo w ruinę. W 1856 (niektóre źródła podają 1853) Tytus Działyński, w związku z nadchodzącym ślubem swojego syna Jana Kantego z Izabellą z Czartoryskich Działyńską (córką księcia Adama Jerzego Czartoryskiego) zakupił to, co pozostało z Gołuchowa, z przeznaczeniem na przyszłą siedzibę nowożeńców. Małżeństwo było aranżowane i było „białe”.
Ponieważ Jan Działyński finansował i organizował powstanie styczniowe na terenie Wielkopolski, upadek powstania i zaoczny wyrok skazujący wydany na niego przez władze pruskie (uchylony dopiero w 1871) zmusił go do emigracji. Dla zabezpieczenia Gołuchowa przed konfiskatą, Izabella formalnie odkupiła zamek z rąk Działyńskich (de facto zamek stanowił zastaw pożyczek udzielonych Działyńskiemu przez Czartoryskich) i w latach 1875–1885 przeprowadziła gruntowną odbudowę połączoną z remontem. Przebudowa dokonana została częściowo według szkiców Eugène Viollet-le-Duca oraz polskiego architekta Zygmunta Gorgolewskiego. Autorem ostatecznego projektu był Francuz, Maurycy August Ouradou.
Przy przebudowie zrezygnowano z odbudowy najstarszej części zamku, otwierając widok na arkadowy dziedziniec. Wmontowano sprowadzone z Włoch, Francji i Hiszpanii oraz reprodukowane na miejscu marmurowe kominki, obramowania okien i mozaiki. Zamek, nie tracąc nic ze swych oryginalnych, renesansowych cech, nabrał charakteru romantycznego.
W wyposażeniu i urządzeniu wnętrz zamkowych Izabella akcentowała związki Gołuchowa z rodem Leszczyńskich poprzez umieszczanie Wieniawy (herbu Leszczyńskich), często z koroną, w wielu widocznych miejscach, m.in. nad kominkami. Paradoksalnie, król Stanisław Leszczyński nigdy w Gołuchowie nie przebywał.
Zamek jest otoczony 158-hektarowym parkiem-arboretum zaprojektowanym przez Adama Kubaszewskiego, zawierającym wiele okazów rzadkich i egzotycznych drzew (świadectwo dendrologicznych pasji Działyńskich, które w pełni zamanifestowały się w Kórniku). Jednakże najokazalszym drzewem jest rodzimy dla polskiej flory dąb szypułkowy, zwany „Janem”, to drzewo mające wyjątkowy, osobliwy pokrój oraz obwód 540 cm i wysokość 25 m (w 2014). Również w parku znajduje się mauzoleum-kaplica grobowa (dawna kaplica pw. św. Jana Chrzciciela), w którym spoczywa fundatorka, Elżbieta Izabella z Czartoryskich Działyńska.
W grudniu 2016 zamek został odkupiony od Fundacji Książąt Czartoryskich przez Skarb Państwa za kwotę 20 mln zł.

## Muzeum zamkowe
W przebudowanym zamku Izabella umieściła swoją kolekcję dzieł sztuki, przeznaczając go na ogólnodostępne muzeum, sama zaś zamieszkała w pobliskiej oficynie (dawnej gorzelni), tzw. pałacu Czartoryskich.
Po śmierci Izabelli w 1899 majątek, przekształcony w ordynację (wraz z obowiązkiem opieki nad muzeum), odziedziczył jej bratanek, książę Witold Czartoryski (ordynat). Gołuchów pozostawał w rękach rodziny Czartoryskich aż do wybuchu II wojny światowej. W czasie wojny zbiory dzieł sztuki rozproszone, a zamek częściowo zdewastowany.
Od 1951 w zamku mieści się oddział Muzeum Narodowego w Poznaniu z ekspozycją zabytkowych wnętrz i dzieł sztuki. Galeria ma w swoich zbiorach prace takich artystów jak: Frans Floris (Ostatnia wieczerza) oraz część zbioru starożytnych waz greckich pozyskanych przez Jana Działyńskiego z wykopalisk w Noli, Capui i Neapolu (tzw. wazy gołuchowskie), zaś w oficynie Muzeum Leśnictwa i restauracja.

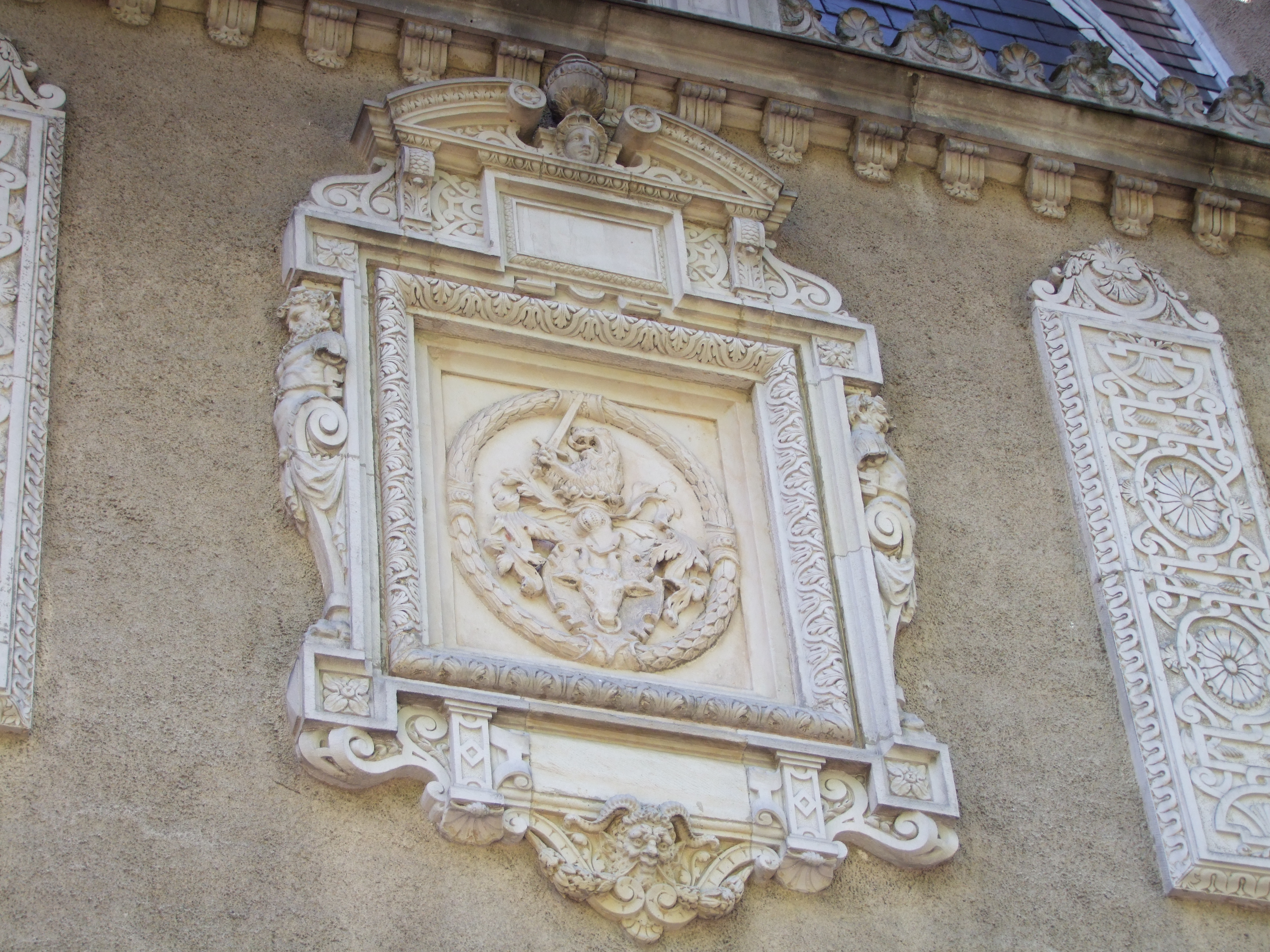
Herb Wieniawa R. Leszczyńskiego
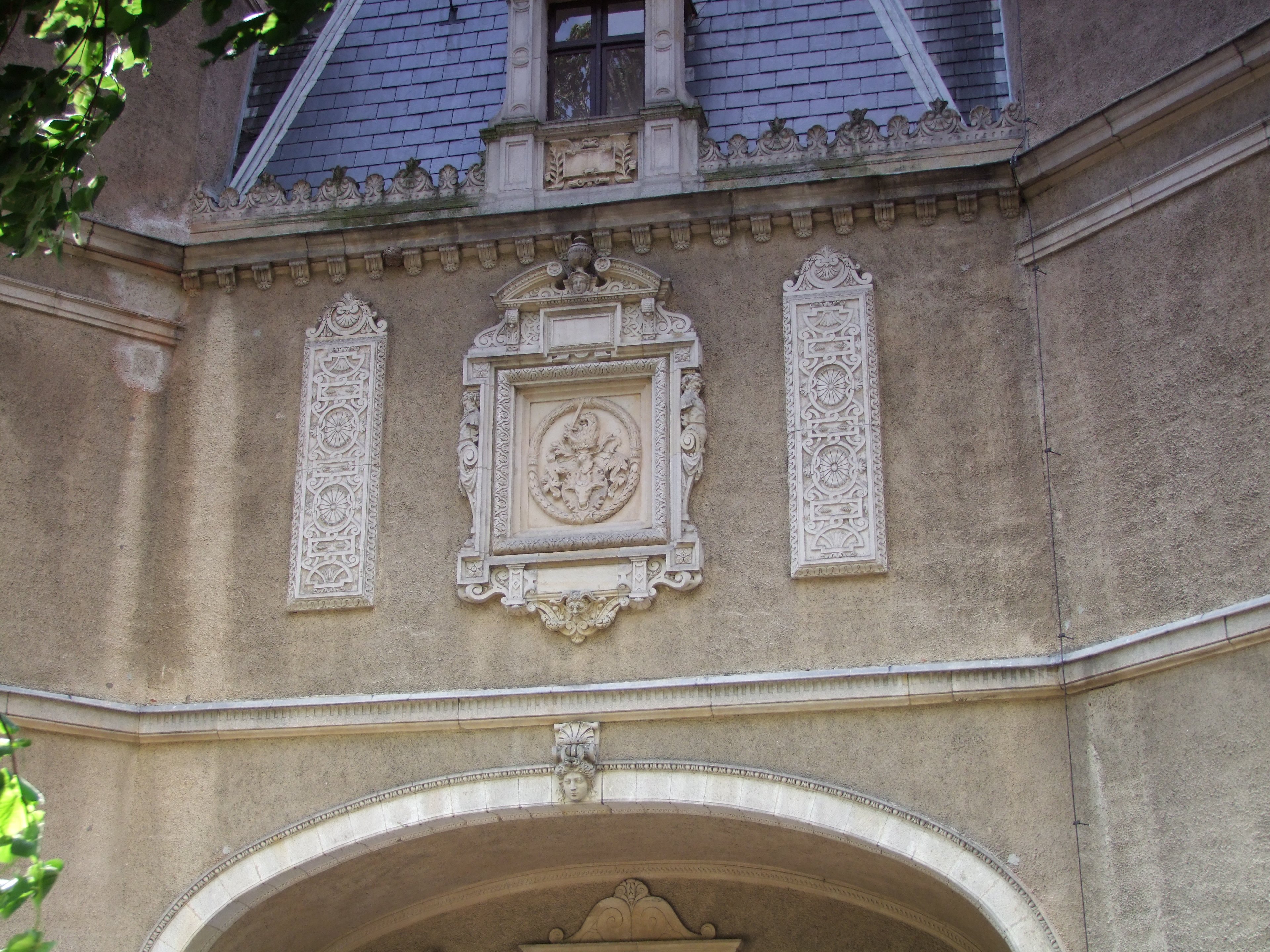
Herb Wieniawa R. Leszczyńskiego
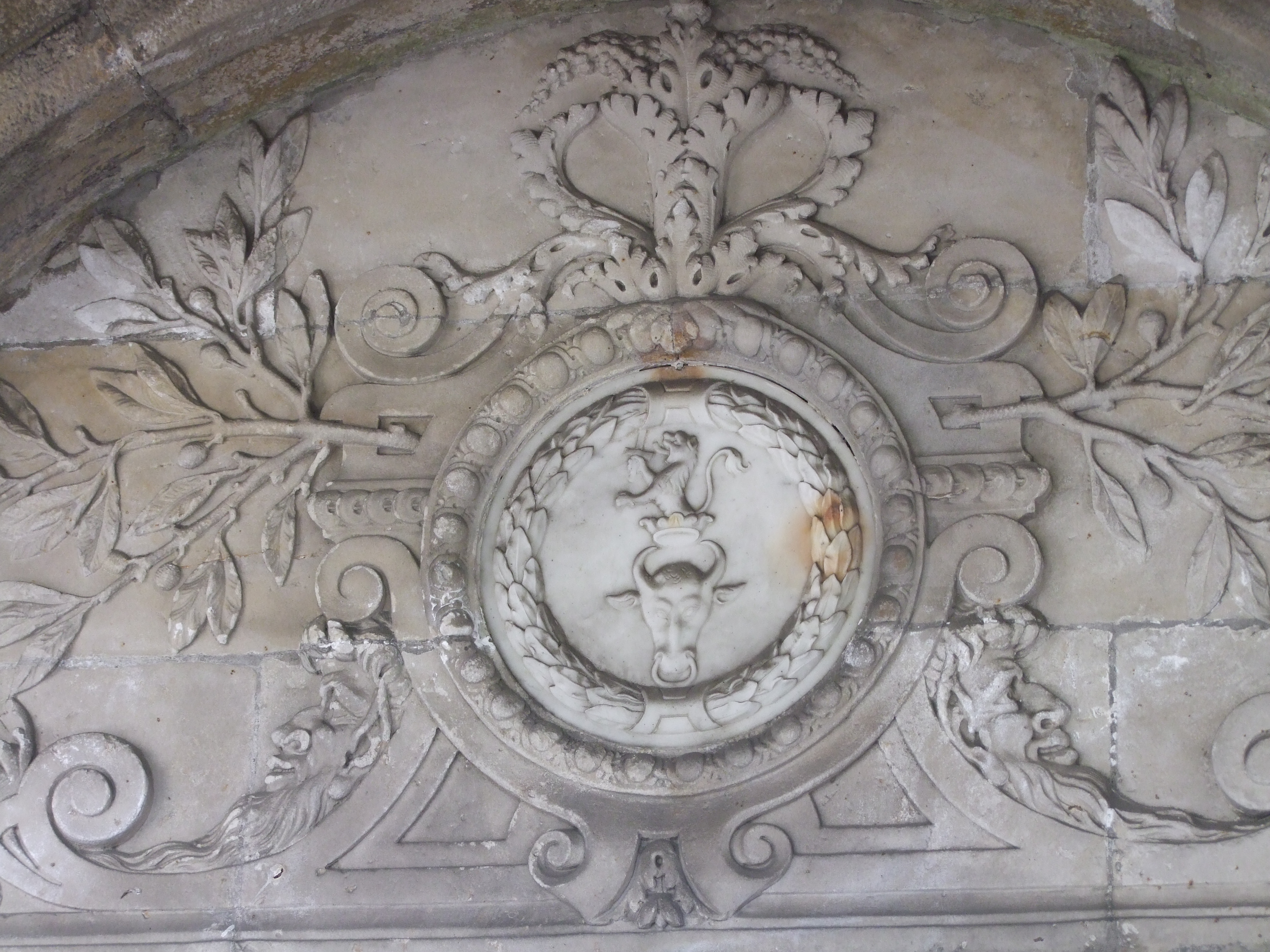
Herb Wieniawa R. Leszczyńskiego
Herb Wieniawa
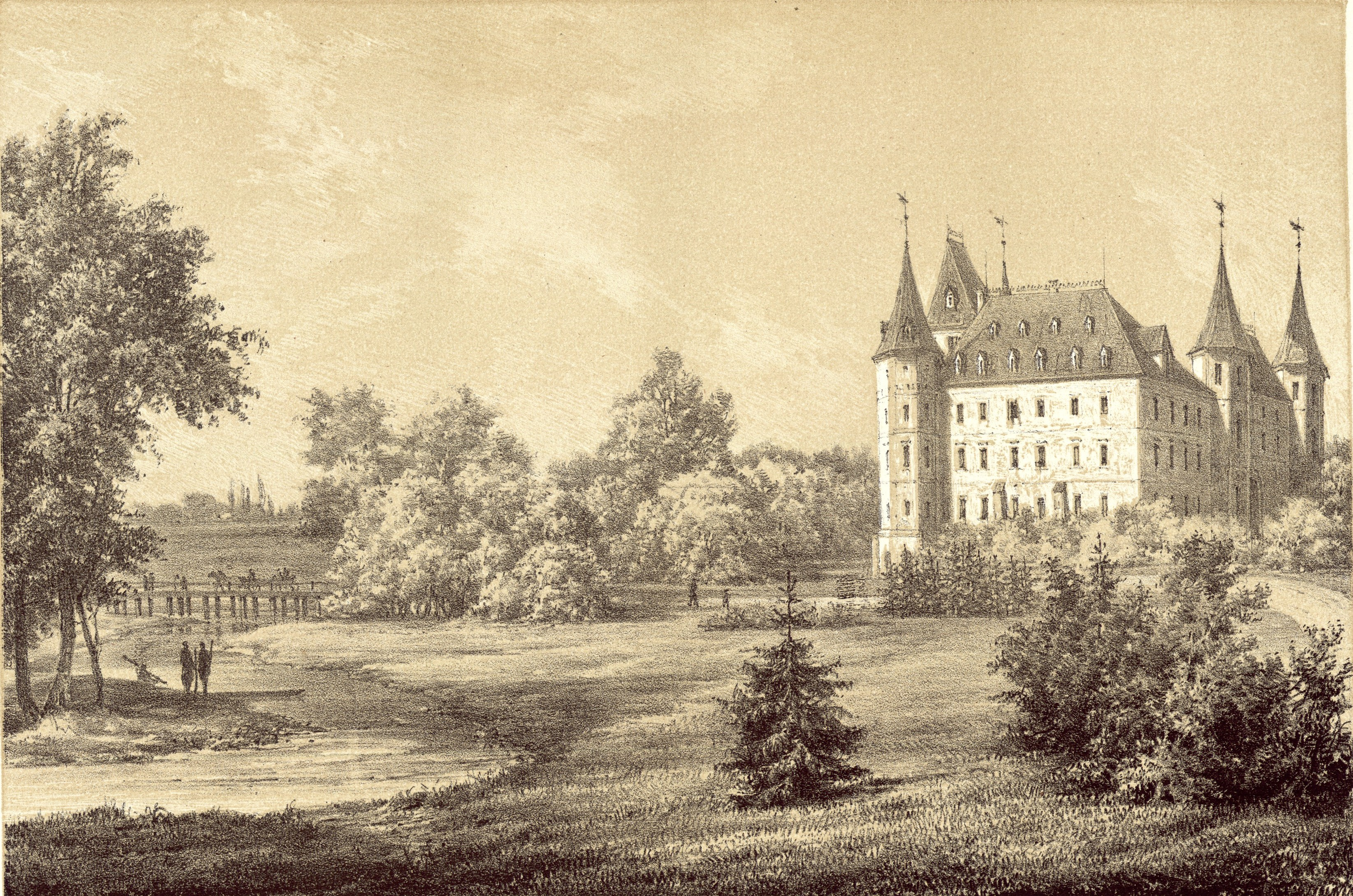
Zamek na litografii N. Ordy (1880)
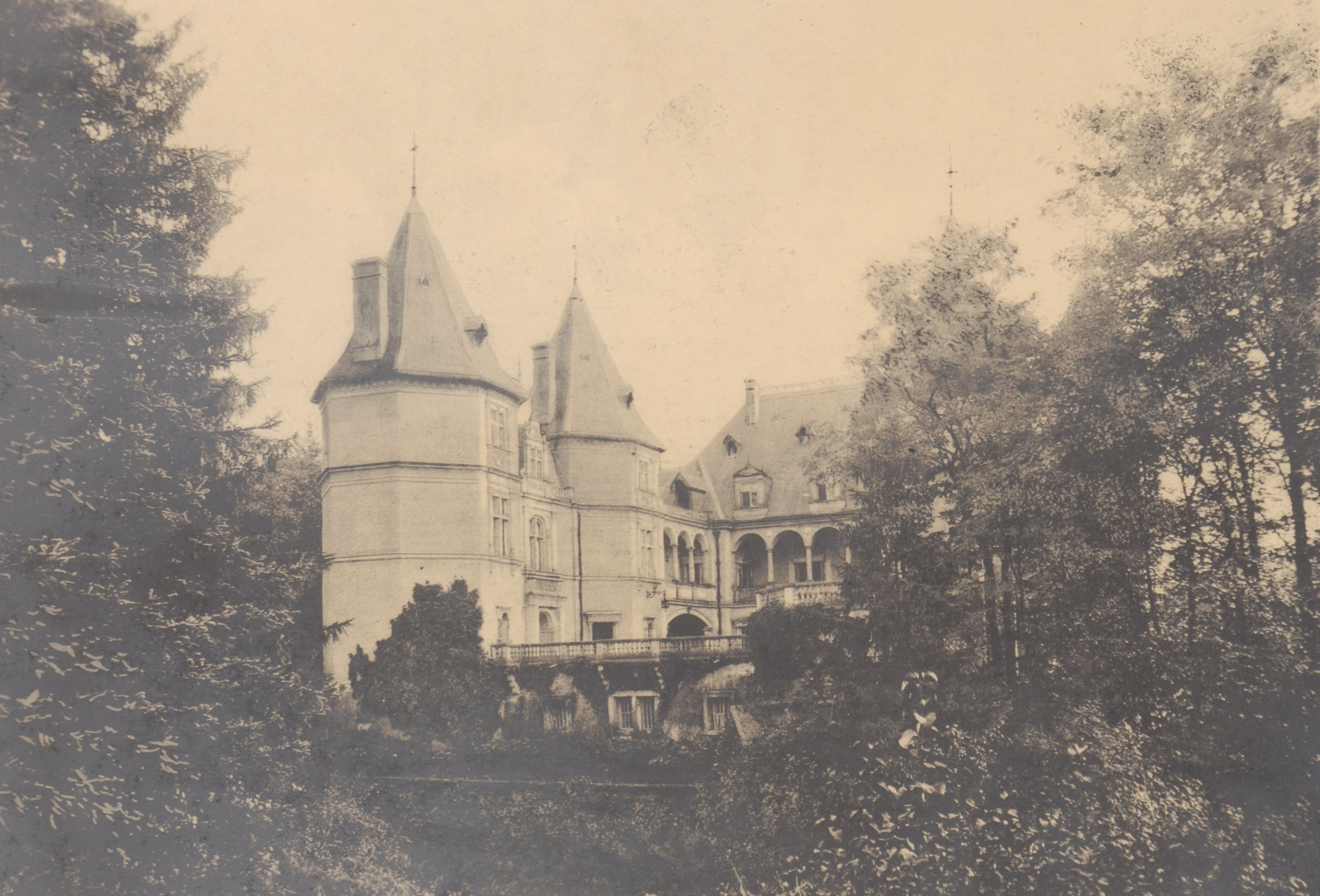
Zamek przed 1912
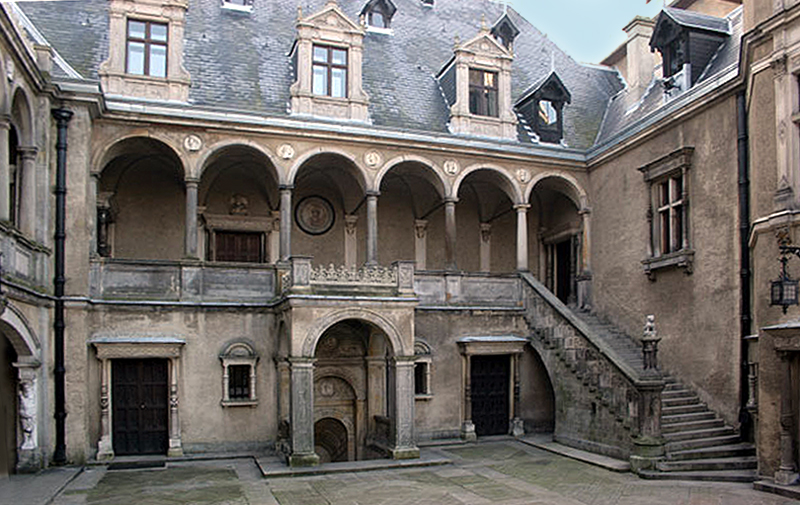
Dziedziniec
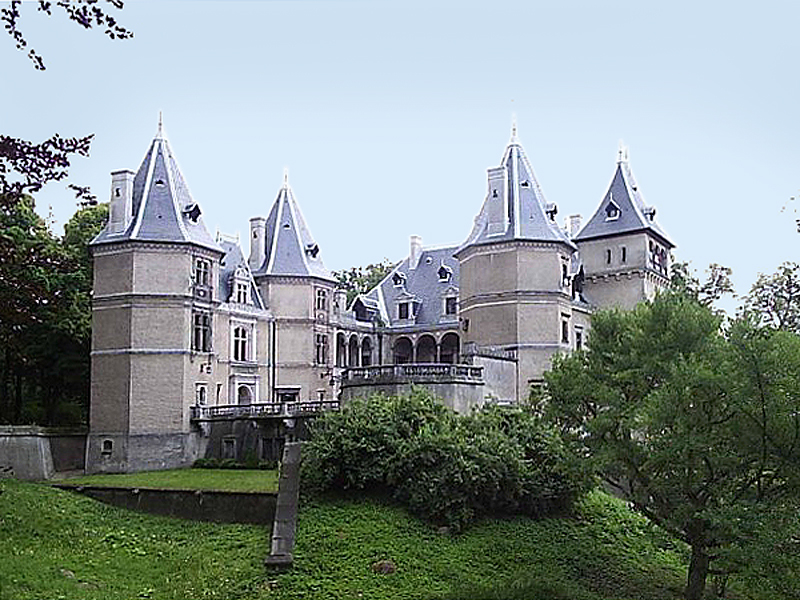
Widok z podzamcza
Oficyna zamku obok
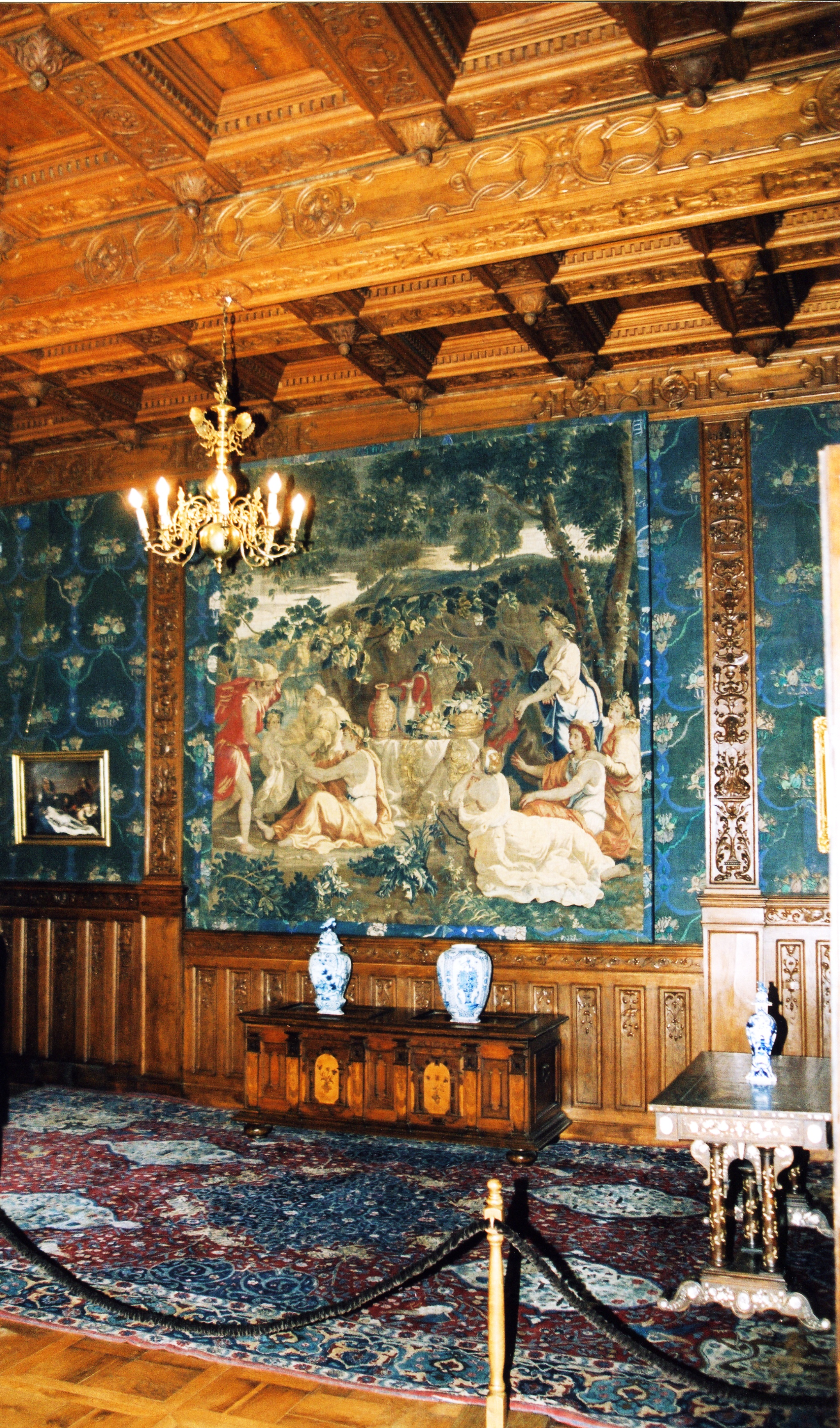
Kasetonowy sufit XIX w. i gobeliny XVIII w
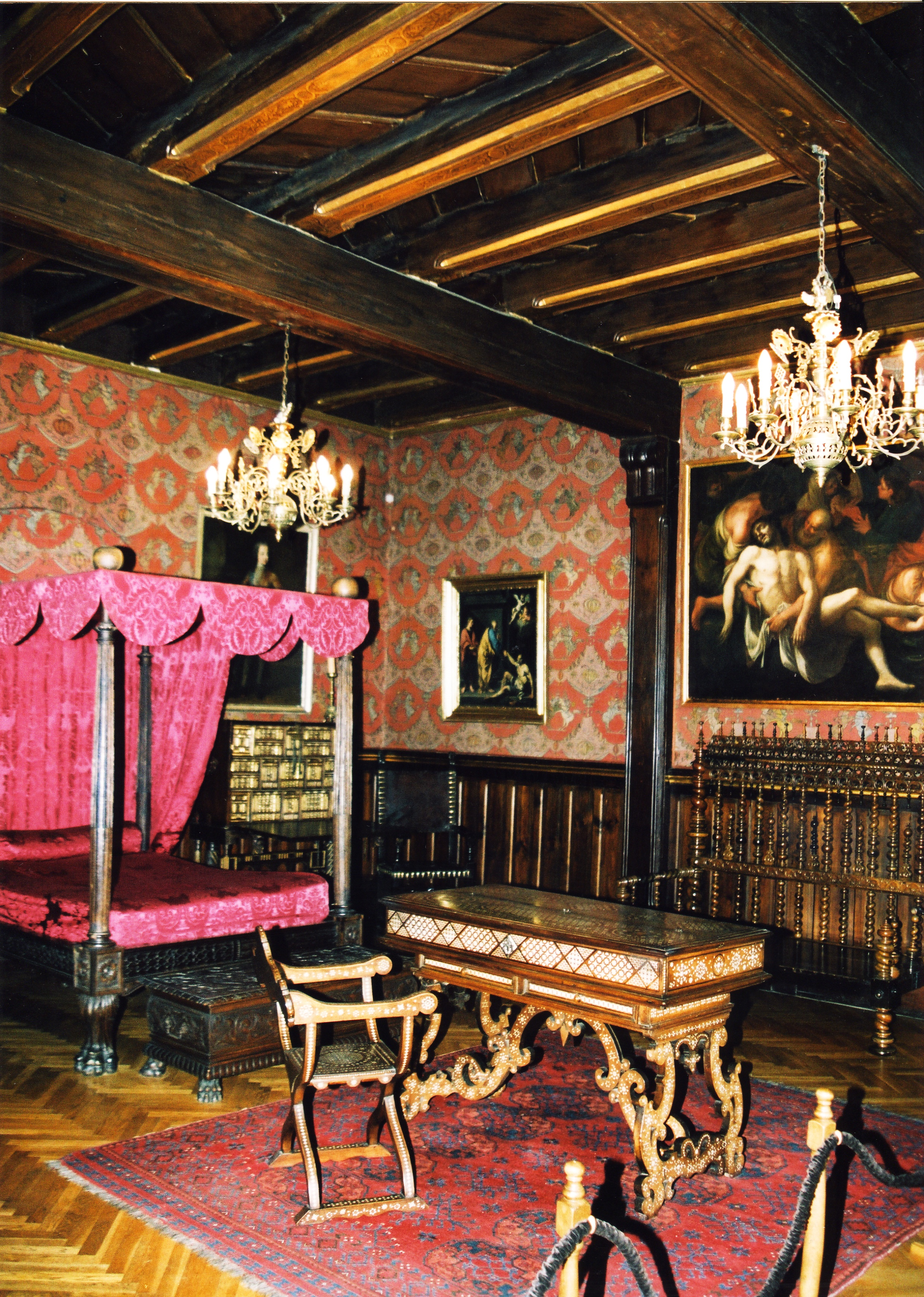
Sypialnia z XVII w., meble hiszpańskie
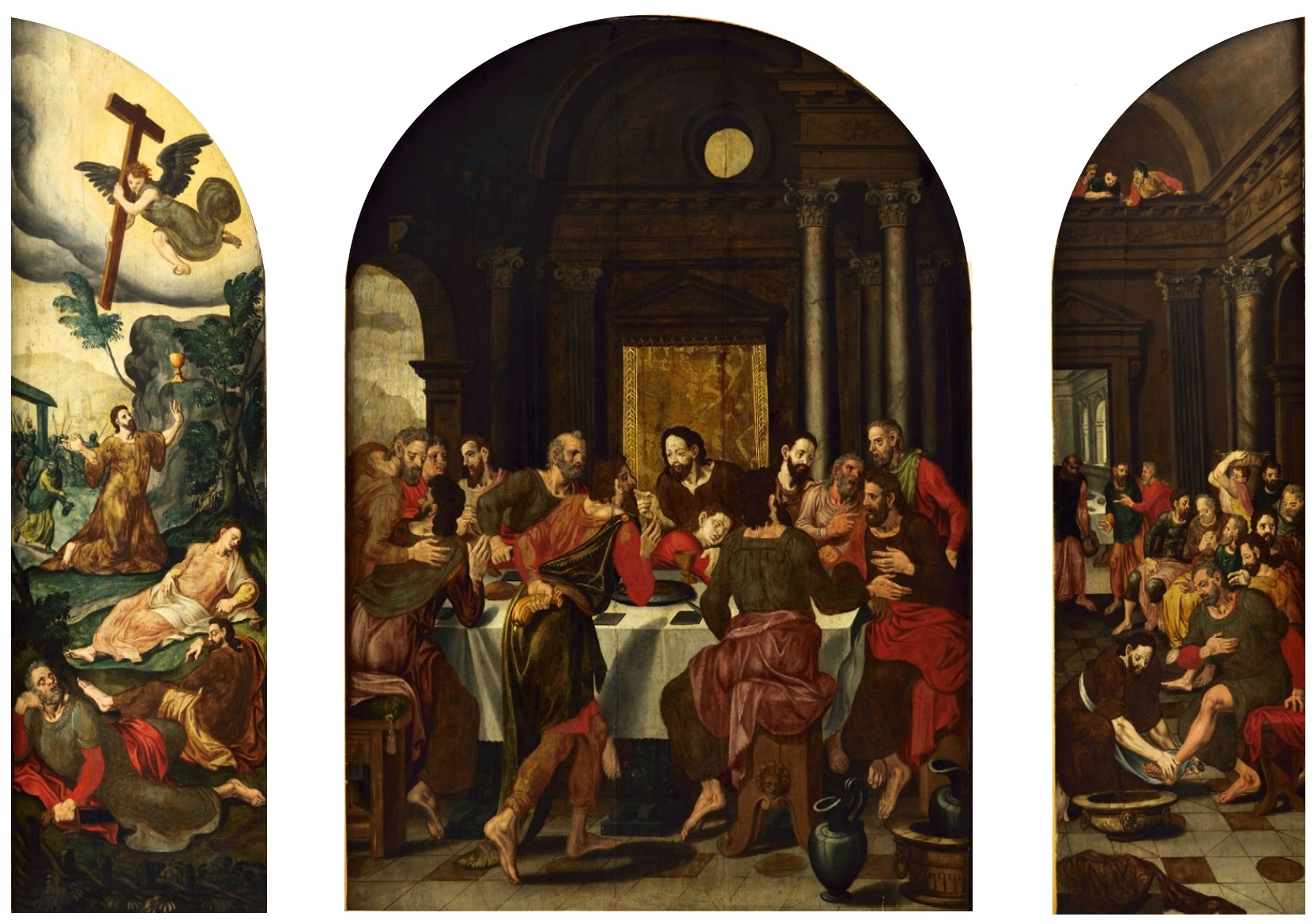
Floris Ostatnia wieczerza druga poł. XVI w.
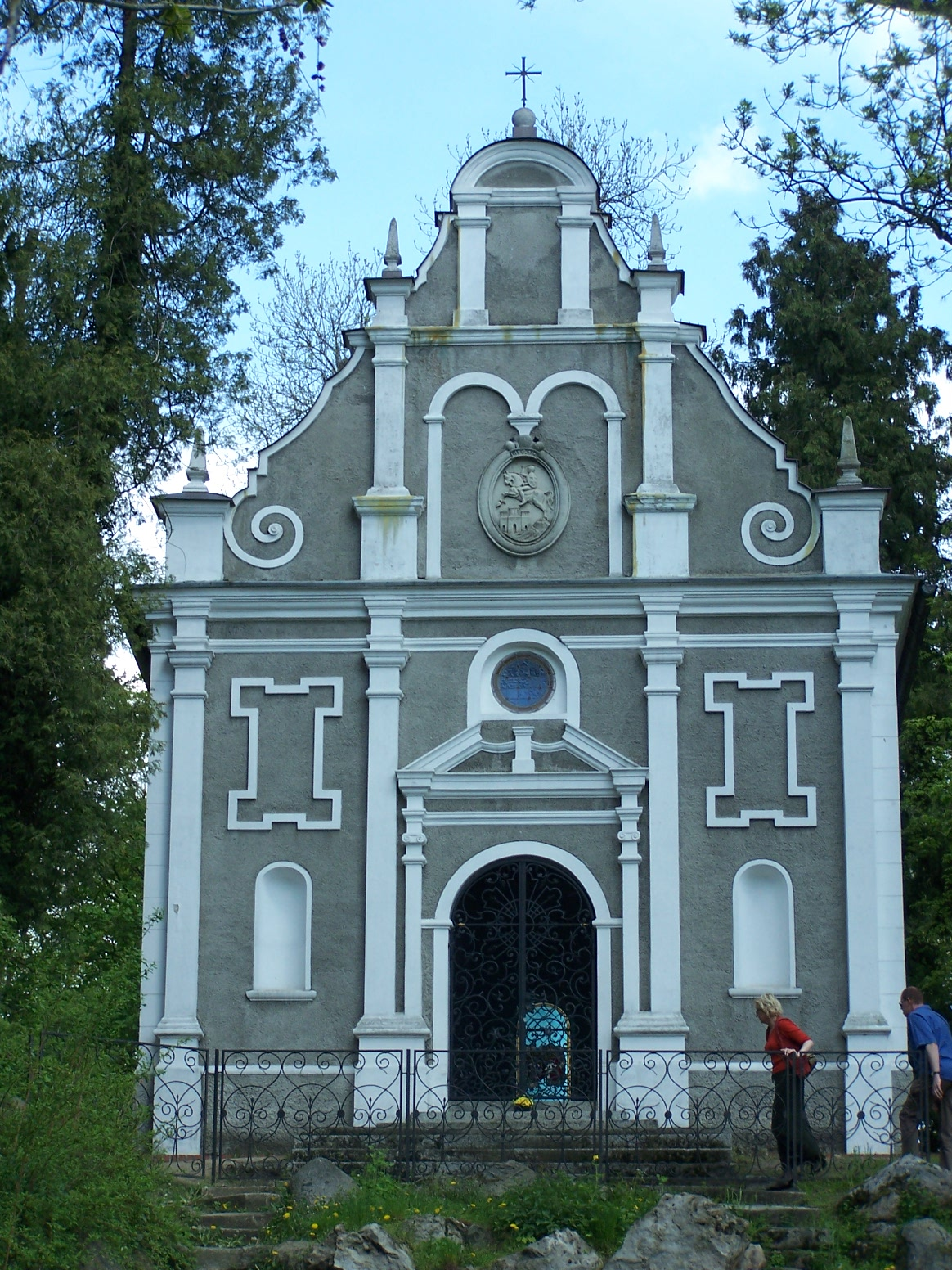
Mauzoleum Izabelli z Czartoryskich
Herb na mauzoleum

Na zamku odbywają się koncerty, wnętrza służą niekiedy jako plan zdjęciowy do realizacji filmów (m.in. serialu Królowa Bona).
Na dziedzińcu nakręcono kilka scen z filmów Akademia Pana Kleksa z 1983 roku oraz kolejnej jego wersji z 2023 roku.
Obiekt jest częścią zespołu zamkowego, w skład którego wchodzą:
- zamek Leszczyńskich z 1560, przebudowany w XVII w. i w latach 1872-75[9]
- pałac Czartoryskich (dawna oficyna) z 1884[10]
- budynek administracyjny „kasa”, wybudowany po 1870[11]
- Mauzoleum Izabelli Działyńskiej z 1892[12]
- park - arboretum z 1853, zmienione w latach 1876-1899[13]
- zespół folwarczny przy ul. K. Borowskiego[14]
  - rządcówka z 1887
  - budynek mieszkalny z chlewem i kurnikiem, tzw. stary dworek z lat 50. XIX w.
  - stajnia-powozownia z lat 1854-55
  - owczarnia z 1849, przebudowana  w latach  50 XIX  w., 1894
  - obora z trzeciej ćwierci XIX w.
  - teren podwórza gospodarczego[15].